# Kod Golomba
Kod Golomba – kod binarny zmiennej długości, służący kodowaniu liczb całkowitych nieujemnych, o potencjalnie nieograniczonej wartości. Został opracowany w 1960 roku przez Solomona W. Golomba.
W kodowaniu Golomba zbiór liczb jest dzielony na rozłączne podprzedziały o długości {\displaystyle m,} tzn. {\displaystyle \{\underbrace {0,\dots ,m-1} _{0},\underbrace {m,\dots ,2m-1} _{1},\dots \},} zaś liczba jest przedstawiana za pomocą pary (numer przedziału do którego należy, odległość od jego początku). Wartość {\displaystyle m} jest nazywana rzędem kodu; jeśli rząd jest potęgą dwójki, taki kod nazywany jest kodem Rice’a (od nazwiska pomysłodawcy, Roberta F. Rice’a).
Kod jest optymalny dla źródeł o geometrycznym rozkładzie prawdopodobieństwa, tzn. prawdopodobieństwo i-tej wartości wynosi {\displaystyle p^{i}(1-p)} (np. dla {\displaystyle p=0.5} będą to {\displaystyle 0.5,0.25,0.125,0.0625,\dots }).
Kodowanie Rice’a z adaptacyjnym dobieraniem rzędu jest stosowane m.in. w algorytmie kompresji bezstratnej JPEG-LS oraz FLAC.

## Kodowanie
Kodowanie liczby {\displaystyle x} wymaga znalezienia dwóch wartości:
1. przedziału do którego należy liczba: {\displaystyle q=\lfloor x/m\rfloor ,}
2. odległości od początku przedziału: {\displaystyle k=x\mod m.}

Ogólnie {\displaystyle x=qm+k.}
Słowo kodowe składa się z dwóch części:
1. liczby {\displaystyle q} zapisanej w kodzie unarnym,
2. liczby {\displaystyle k} zapisanej w kodzie binarnym (o prawie stałej długości, patrz następna sekcja).

Słowa kodowe nie są krótsze niż {\displaystyle \lfloor \log _{2}{m}\rfloor +1.}
Dla kodów rzędu {\displaystyle m=1} kod Golomba redukuje się do kodów unarnych, nie pojawia się zakodowane {\displaystyle k.}
W przypadku kodów Rice’a ({\displaystyle m} jest potęgą dwójki) kodowanie jest uproszczone, ponieważ większość działań realizowana jest za pomocą szybkich operacji bitowych (koniunkcja, przesunięcie bitowe): wartość {\displaystyle k} jest zapisana na pewnej liczbie młodszych bitów, {\displaystyle q} na starszych.

### Kod binarny o prawie stałej długości
Jeśli liczba wartości jest potęgą dwójki {\displaystyle m=2^{n},} wówczas kod binarny ma stałą długość – składa się z {\displaystyle n} bitów; niech {\displaystyle B_{n}(k)} oznacza {\displaystyle n}-bitowy zapis wartości {\displaystyle k.}
Gdy liczba kodowanych wartości nie jest potęgą dwójki, można skonstruować kod prefiksowy, w którym {\displaystyle p} początkowych wartości zostanie zapisanych na {\displaystyle n=\lfloor \log _{2}m\rfloor } bitach, a pozostałe {\displaystyle n+1} bitach.
Kodowanie rozpoczyna się od określenia wartości granicznej {\displaystyle p=2^{\lceil \log _{2}m\rceil }-m{:}}
- jeśli liczba {\displaystyle k<p} otrzymuje kod {\displaystyle n}-bitowy – {\displaystyle B_{n}(k),}
- jeśli liczba {\displaystyle k\geqslant p} otrzymuje kod {\displaystyle n+1}-bitowy liczby o {\displaystyle p} większej – {\displaystyle B_{n+1}(k+p).}

| liczba | kod |
| ------ | --- |
| 0      | 00  |
| 1      | 01  |
| 2      | 10  |
| 3      | 110 |
| 4      | 111 |

Np. przy kodowaniu pięciu symboli i {\displaystyle m=5,} liczba {\displaystyle p=2^{\lceil \log _{2}{5}\rceil }-5=2^{3}-5=3.} Zatem trzy pierwsze liczby ({\displaystyle 0,} {\displaystyle 1} i {\displaystyle 2}) otrzymają kody {\displaystyle n=\lfloor \log _{2}{5}\rfloor =2} bitowe dla swoich wartości:
- {\displaystyle 0\to 00_{2},}
- {\displaystyle 1\to 01_{2},}
- {\displaystyle 2\to 10_{2}.}

Natomiast pozostałe ({\displaystyle 3,} {\displaystyle 4}) otrzymają kody {\displaystyle n+1=3} bitowe dla liczb o {\displaystyle p=3} większych:
- {\displaystyle 3+3\to 110_{2},}
- {\displaystyle 4+3\to 111_{2}.}

## Przykład kodowania
Liczba 27 zostanie zakodowana w kodzie Golomba rzędu {\displaystyle m=5.}
1. przedział: {\displaystyle n=\lfloor 27/5\rfloor =5,}
2. odległość od początku przedziału: {\displaystyle k=27\mod 5=2.}

Liczba {\displaystyle n} zakodowana unarnie ma postać {\displaystyle 111110_{2}} (6 bitów), natomiast przedział {\displaystyle k} to {\displaystyle 10_{2}} (2 bity, kod wyznaczony we wcześniejszym przykładzie). Ostatecznie słowo kodowe jest złożeniem obu kodów: {\displaystyle 11111010_{2}.}

## Tabela liczb od 0 do 16 dla kodów różnego rzędu
|    | {\displaystyle m=1} | {\displaystyle m=1} | {\displaystyle m=2} | {\displaystyle m=2} | {\displaystyle m=3} | {\displaystyle m=3} | {\displaystyle m=4} | {\displaystyle m=4} | {\displaystyle m=5} | {\displaystyle m=5} | {\displaystyle m=6} | {\displaystyle m=6} | {\displaystyle m=7} | {\displaystyle m=7} | {\displaystyle m=8} | {\displaystyle m=8} |
| -- | ------------------- | ------------------- | ------------------- | ------------------- | ------------------- | ------------------- | ------------------- | ------------------- | ------------------- | ------------------- | ------------------- | ------------------- | ------------------- | ------------------- | ------------------- | ------------------- |
| 0  | 0                   |                     | 0                   | 0                   | 0                   | 0                   | 0                   | 00                  | 0                   | 00                  | 0                   | 00                  | 0                   | 00                  | 0                   | 000                 |
| 1  | 10                  |                     | 0                   | 1                   | 0                   | 10                  | 0                   | 01                  | 0                   | 01                  | 0                   | 01                  | 0                   | 010                 | 0                   | 001                 |
| 2  | 110                 |                     | 10                  | 0                   | 0                   | 11                  | 0                   | 10                  | 0                   | 10                  | 0                   | 100                 | 0                   | 011                 | 0                   | 010                 |
| 3  | 1110                |                     | 10                  | 1                   | 10                  | 0                   | 0                   | 11                  | 0                   | 110                 | 0                   | 101                 | 0                   | 100                 | 0                   | 011                 |
| 4  | 11110               |                     | 110                 | 0                   | 10                  | 10                  | 10                  | 00                  | 0                   | 111                 | 0                   | 110                 | 0                   | 101                 | 0                   | 100                 |
| 5  | 111110              |                     | 110                 | 1                   | 10                  | 11                  | 10                  | 01                  | 10                  | 00                  | 0                   | 111                 | 0                   | 110                 | 0                   | 101                 |
| 6  | 1111110             |                     | 1110                | 0                   | 110                 | 0                   | 10                  | 10                  | 10                  | 01                  | 10                  | 00                  | 0                   | 111                 | 0                   | 110                 |
| 7  | 11111110            |                     | 1110                | 1                   | 110                 | 10                  | 10                  | 11                  | 10                  | 10                  | 10                  | 01                  | 10                  | 00                  | 0                   | 111                 |
| 8  | 111111110           |                     | 11110               | 0                   | 110                 | 11                  | 110                 | 00                  | 10                  | 110                 | 10                  | 100                 | 10                  | 010                 | 10                  | 000                 |
| 9  | 1111111110          |                     | 11110               | 1                   | 1110                | 0                   | 110                 | 01                  | 10                  | 111                 | 10                  | 101                 | 10                  | 011                 | 10                  | 001                 |
| 10 | 11111111110         |                     | 111110              | 0                   | 1110                | 10                  | 110                 | 10                  | 110                 | 00                  | 10                  | 110                 | 10                  | 100                 | 10                  | 010                 |
| 11 | 111111111110        |                     | 111110              | 1                   | 1110                | 11                  | 110                 | 11                  | 110                 | 01                  | 10                  | 111                 | 10                  | 101                 | 10                  | 011                 |
| 12 | 1111111111110       |                     | 1111110             | 0                   | 11110               | 0                   | 1110                | 00                  | 110                 | 10                  | 110                 | 00                  | 10                  | 110                 | 10                  | 100                 |
| 13 | 11111111111110      |                     | 1111110             | 1                   | 11110               | 10                  | 1110                | 01                  | 110                 | 110                 | 110                 | 01                  | 10                  | 111                 | 10                  | 101                 |
| 14 | 111111111111110     |                     | 11111110            | 0                   | 11110               | 11                  | 1110                | 10                  | 110                 | 111                 | 110                 | 100                 | 110                 | 00                  | 10                  | 110                 |
| 15 | 1111111111111110    |                     | 11111110            | 1                   | 111110              | 0                   | 1110                | 11                  | 1110                | 00                  | 110                 | 101                 | 110                 | 010                 | 10                  | 111                 |
| 16 | 11111111111111110   |                     | 111111110           | 0                   | 111110              | 10                  | 11110               | 00                  | 1110                | 01                  | 110                 | 110                 | 110                 | 011                 | 110                 | 000                 |